# Dactylopsila trivirgata
Dactylopsila trivirgata är en pungdjursart som beskrevs av Alan Maurice Gray 1858. Dactylopsila trivirgata ingår i släktet strimmiga falangrar och familjen flygpungekorrar. IUCN kategoriserar arten globalt som livskraftig.
Artepitet i det vetenskapliga namnet är sammansatt av de latinska orden tri (tre) och virgatus (strimmig). Det syftar på tre svarta strimmor på djurets rygg.
Pungdjuret förekommer på Nya Guinea, i västra delen av Kap Yorkhalvön (Australien) samt på några mindre öar i samma region. Arten vistas främst i låglandet i tropiska regnskogar och andra skogar.

## Underarter
Arten delas in i följande underarter:
- D. t. kataui
- D. t. melampus
- D. t. picata
- D. t. trivirgata